# Donald Bell
Donald Munro Bell (* 19. Juni 1934 in South Burnaby) ist ein kanadischer Opernsänger (Bassbariton) und Gesangspädagoge.

## Leben
Bell war Schüler von Nancy Paisley Benn und studierte von 1953 bis 1955 am Royal Conservatory of Music in Toronto. Er vervollkommnete später seine Ausbildung bei Hermann Weisenborn in Berlin (1955–1957), Edith Boroschek in Düsseldorf (1967–1976) und Richard Miller in Oberlin (1985–1990). 1955 sang er an der Glyndebourne Festival Opera und der Berliner Staatsoper, und 1958 trat er in Bachs Matthäuspassion mit den Berliner Philharmonikern und in Boris Blachers Abstrakter Oper auf. Von 1958 bis 1961 sang er jährlich bei den Bayreuther Festspielen den Nachtwächter in Richard Wagners Meistersingern.
Anfang der 1960er Jahre trat er verstärkt als Oratoriensänger auch im Rundfunk der CBC auf. 1961 sang er in einer Fernsehsendung der CBC den Ford in Giuseppe Verdis Falstaff neben Louis Quilico in der Hauptrolle. 1959 debütierte er in der New Yorker Carnegie Hall, und 1962 sang er mit dem New York Philharmonic Orchestra unter Leonard Bernstein bei der Eröffnung der Konzerthalle am Lincoln Center. Von 1964 bis 1967 war er an der Deutschen Oper am Rhein in Düsseldorf engagiert, wo er in Hauptrollen von Opern Mozarts, Wagners und Gounods auftrat.
Neben dem traditionellen Opern- und Oratorienrepertoire engagierte sich Bell in besonderem Maße für die zeitgenössische Musik. So sang er 1969 die Titelrolle in Luigi Dallapiccolas Ulisse bei der englischen Erstaufführung der BBC, war 1973 der Alfred bei der Erstaufführung von Gottfried von Einems Der Besuch der alten Dame beim Glyndebourne Festival und 1974 der Catiline in der Uraufführung von Iain Hamiltons The Catiline Conspiracy an der Scottish Opera. Unter der Leitung des Komponisten trat er 1974 in Hans Werner Henzes Der Vorwurf mit dem BBC Symphony Orchestra auf, im gleichen Jahr auf mit dem Vancouver Symphony Orchestra in R. Murray Schafers Kantate Brébeuf. Für den niederländischen Rundfunk nahm er 1976 Maxwell Davies’ Eight Songs for a Mad King auf.
1976 kehrte Bell nach Kanada zurück und wurde 1976 Community Artist an der Carleton University und der University of Ottawa. Beim Guelph Spring Festival 1977 war er der Prinz in der Premiere von Derek Healeys Seabird Island, im gleichen Jahr der Erste Soldat in Harry Somers’ Death of Enkidu. 1983 trat er in einer Produktion des COMUS Music Theatre von Schafers Ra und einer Aufführung des Calgary Philharmonic Orchestra von Gregory Levins Spiral Staircase auf, 1988 in Louis Applebaums Inunit und Robert Flemings Our Mind Was the Singer sowie der Premiere von Quenten Doolittles Hornby Songs mit der Calgary New Music Society.
Ab 1982 unterrichtete Bell Gesang an der University of Calgary, wo er 1991 eine Professur erhielt. Seit Anfang der 1990er Jahre gab er auch regelmäßig Meisterklassen und wirkte als Juror an Musikfestivals und -wettbewerben mit. Seine aktive Laufbahn als Sänger beendete er 1994, seine Lehrtätigkeit an der Universität 2004.